# Colonització britànica d'Amèrica
La colonització britànica d'Amèrica va establir les Tretze Colònies a Amèrica del Nord, que van ser l'origen dels Estats Units, així com de les províncies marítimes del Canadà, i diverses illes al mar Carib com Jamaica i Barbados.

## Antecedents
El primer assentament documentat d'europeus a les Amèriques va ser Vinland, establert pels nòrdics dirigits per Leif Erikson al voltant de l'any 1000 al que avui és Terranova. Més tard, l'exploració europea d'Amèrica del Nord es va reprendre amb l'expedició de Cristòfor Colom el 1492 patrocinada per Espanya. L'exploració anglesa va començar gairebé un segle després.

## La primera colonització
A finals del segle XVI, l'Anglaterra protestant es va veure embolicada en una guerra religiosa amb l'Espanya catòlica. Buscant debilitar el poder econòmic i militar d'Espanya, corsaris anglesos com Francis Drake i Humphrey Gilbert van assetjar la navegació espanyola. Gilbert va proposar la colonització d'Amèrica del Nord segons el model espanyol, amb l'objectiu de crear un imperi anglès rendible que també pogués servir de base als corsaris. Després de la mort de Gilbert, Walter Raleigh va assumir la causa de la colonització nord-americana, patrocinant una expedició de 500 homes a l'Illa de Roanoke. El 1584, els colons van establir la primera colònia anglesa permanent a Amèrica del Nord, però els colons estaven mal preparats per a la vida al Nou Món, i el 1590, els colons havien desaparegut. Un intent d'establir una colònia a Guaiana el 1604 va durar només dos anys i va fracassar en el seu objectiu principal de trobar jaciments d'or, i les colònies de Santa Lucia (1605) i Granada (1609) també van desaparèixer ràpidament. Malgrat el fracàs d'aquestes primeres colònies, els anglesos van continuar interessats en la colonització d'Amèrica del Nord per raons econòmiques i militars.
L'assentament de 1607 de la colònia de Jamestown a la badia de Chesapeake, mentre que la Colònia de Popham de la Companyia Plymouth no va reeixir i Virgineola (Bermuda) es va poblar pel naufragi del Sea Venture el 1609. Tant Roanoke com Jamestown s'havien basat en el model de plantació irlandès. Més al nord, els anglesos també van establir la colònia de Terranova el 1610, que es va centrar principalment en la pesca del bacallà.
Les Bermudes van ser aviat més poblades, autosuficients i pròsperes que Jamestown i foren pioneres en el cultiu del tabac com a motor del seu creixement econòmic, però com que l'agricultura del tabac de Virgínia la va superar a la dècada de 1620 i quan els virginians van descobrir la rendibilitat del cultiu de tabac també van emular la seva indústria del tabac, el preu del tabac de les Bermudes va caure i la colònia es va tornar no rendible per a molts d'ells i la població de l'assentament va passar de 400 colons el 1617 a 1240 el 1622. La London Company va quedar en fallida en part a causa de les freqüents guerres amb els nadius americans propers, fent que la corona anglesa prengués el control directe de la Colònia de Virgínia, com es va conèixer Jamestown i els seus voltants.

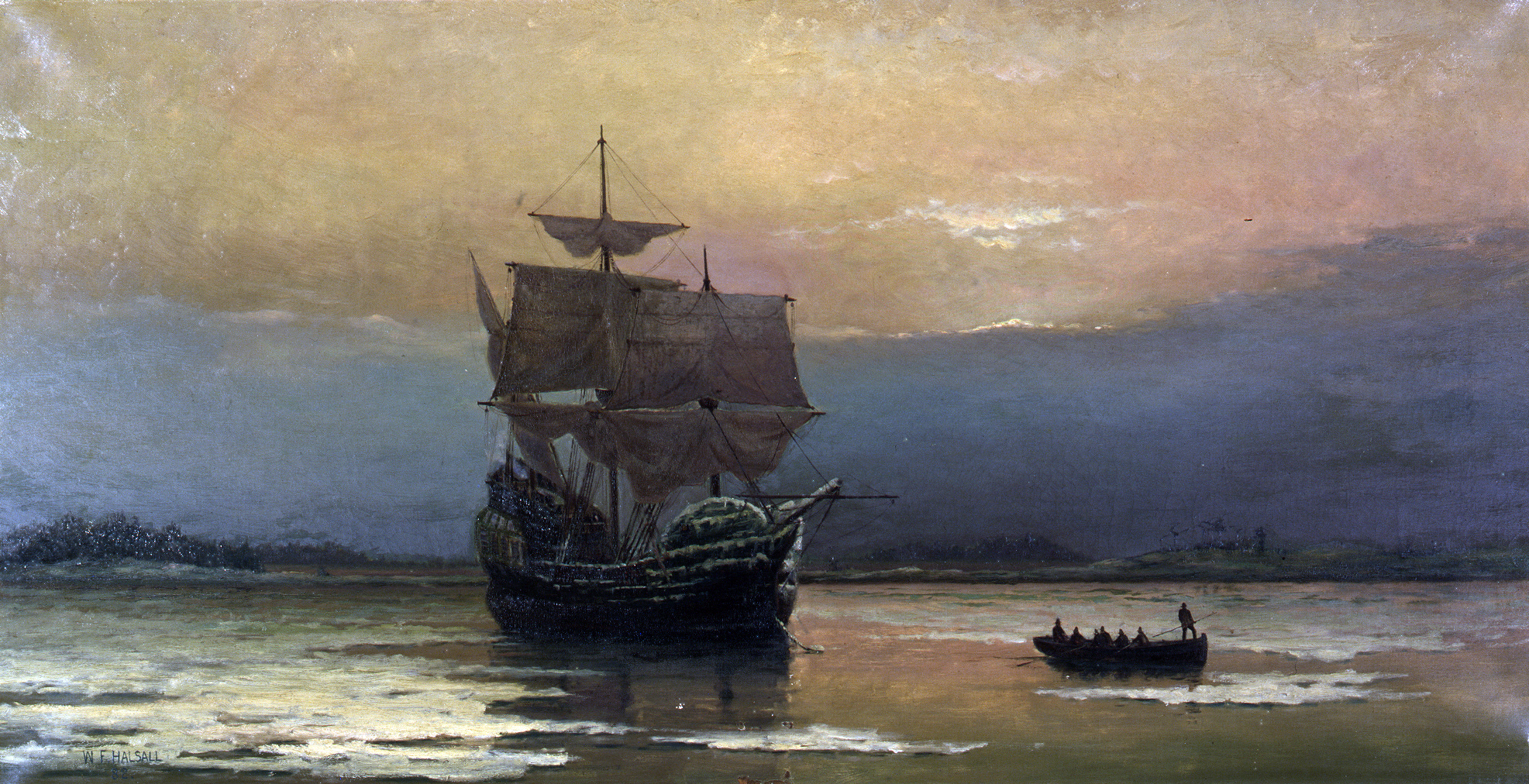
El Mayflower a la badia de Plymouth (William Halsall, 1882)

El Consell de Plymouth per a Nova Anglaterra va patrocinar diversos projectes de colonització, entre ells establir una colònia per a un grup de puritans anglesos coneguts avui com els pares pelegrins. El 1620, el Mayflower va transportar els pelegrins a través de l'Atlàntic i van establir la colònia de Plymouth a Cape Cod. Els pelegrins van patir un primer hivern extremadament dur en el que van morir la meitat dels cent colons que van morir. El 1621, la colònia de Plymouth va poder establir una aliança amb la propera tribu Wampanoag ajudant a la colònia a adoptar pràctiques agrícoles efectives i a dedicar-se al comerç de pells i altres materials. Diverses altres colònies angleses es van establir a Amèrica del Nord durant els segles XVII i XVIII. Amb l'autorització d'una carta reial, la Hudson's Bay Company va establir el territori de Rupert's Land a la conca de drenatge de la Badia de Hudson. Encoratjat per l'èxit de Virgínia, el 1627 Carles I d'Anglaterra va concedir una carta a la Companyia de Barbados per a l'assentament de l'illa deshabitada de Barbados al Carib, on els primers colons van fracassar en els seus intents de conrear tabac, però van trobar un gran èxit en el cultiu de sucre.

## El creixement (1630-1689)

### El Carib
L'èxit dels esforços de colonització a Barbados va encoratjar l'establiment de més colònies del Carib, i el 1660 Anglaterra havia establert colònies de sucre del Carib a Saint Kitts, Antigua, Nevis i Montserrat. La colonització anglesa de les Bahames va començar el 1648 amb un petit grup de puritans exiliats de les Bermudes durant la Guerra Civil anglesa liderats per David Marley que va establir una colònia a l'illa d'Eleuthera. Anglaterra va establir una altra colònia de sucre el 1655 després de la reeixida invasió de Jamaica durant la Guerra anglo-espanyola. Espanya va reconèixer la possessió anglesa de Jamaica i les illes Caiman en el Tractat de Madrid de 1670.
Durant el segle xvii, les colònies de sucre van adoptar el sistema de plantacions dependents del treball esclau utilitzat amb èxit pels portuguesos al Brasil. El govern anglès va valorar la importància econòmica d'aquestes illes per sobre de la de Nova Anglaterra. Fins a l'abolició del seu comerç d'esclaus el 1807, Gran Bretanya va ser responsable del transport de 3,5 milions d'esclaus africans a les Amèriques, un terç de tots els esclaus transportats a través de l'Atlàntic. Molts dels esclaus van ser capturats per la Companyia Reial Africana a l'Àfrica Occidental, encara que d'altres procedien de Madagascar. Aquests esclaus aviat van arribar a formar la majoria de la població a les colònies del Carib com Barbados i Jamaica, on es van establir estrictes codis d'esclaus en part per dissuadir les rebel·lions d'esclaus.

### Nova Anglaterra

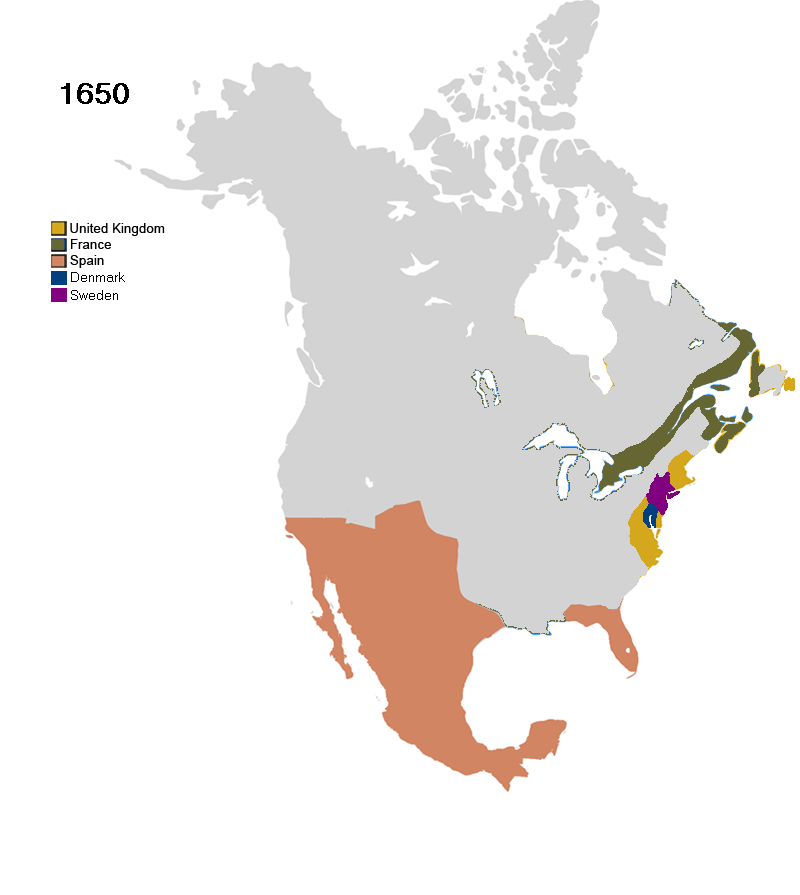
Territoris controlats pels europeus a nord Amèrica en 1650

Després de l'èxit de les colònies de Jamestown i Plymouth, diversos grups anglesos més van establir colònies a la regió que es van conèixer com a Nova Anglaterra. El 1629, un altre grup de puritans liderat per John Winthrop va establir la Colònia de la Badia de Massachusetts, i el 1635 aproximadament deu mil colons anglesos vivien a la regió entre el riu Connecticut i el riu Kennebec. Després de derrotar els Pequot a la Guerra Pequot, els colons puritans van establir la Colònia de Connecticut a la regió que els Pequot havien controlat anteriorment. La Colònia de Rhode Island i Plantations de Providence van ser fundades en 1636 per Roger Williams, un líder purità que va ser expulsat de la colònia de la badia de Massachusetts després d'advocar per una separació formal amb l'Església d'Anglaterra. Com que Nova Anglaterra era una regió relativament freda i infèrtil, les colònies de Nova Anglaterra es basaven en la pesca i el comerç a llarga distància per mantenir l'economia.
La convivència entre colons i nadius va ser pacífica al principi, però la contínua arribada de colons europeus i la seva expansió cap a l'interior del continent, els va portar a envair cada vegada més terres dels indis ocasionant continus enfrontaments, fins que en 1675 es va desencadenar la Guerra del Rei Philip, amb conseqüències dramàtiques especialment, per a les poblacions indígenes: els narragansett, els wampanoag, els podunk, els nipmuck, els mohicans i altres poblats van ser, pràcticament, exterminats, i els supervivents van ser fets esclaus i venuts fora de la regió.

### El Sud
El 1632, Cæcilius Calvert, el segon Lord Baltimore, va rebre la Carta per fundar una colònia el 20 de juny, 1632 de Carles I d'Anglaterra. La nova colònia fou nomenada la Província de Maryland, en homenatge a la reina d'Anglaterra, Enriqueta Maria. Havia de ser un refugi per a catòlics anglesos, tot i que els catòlics mai van arribar a ser la majoria. Els primers colons van arribar al territori el 25 de març de 1625. Va atreure sobretot immigrants protestants, molts dels quals menyspreaven la política de tolerància religiosa de la família Calvert. A mitjans del segle xvii, les colònies de Chesapeake, inspirades per l'èxit de l'esclavitud a Barbados, van iniciar la importació massiva d'esclaus africans. Encara que molts dels primers esclaus finalment van aconseguir la seva llibertat, després de 1662, la Colònia de Virgínia va adoptar polítiques que van passar l'estatus d'esclaus de mare a fill i van concedir als propietaris d'esclaus un domini gairebé total de la seva propietat humana.
A les Bermudes, administrades per la societat de Somers Isles, que només obtenia beneficis de l'exportació del tabac, que s'havia tornat poc rendible de conrear, els terratinents amb vot sobre la política de l'empresa intentaven suprimir el desenvolupament de l'economia marítima dels colons per forçar la producció de tabac, que requeria pràctiques agrícoles insostenibles a mesura que es requeria produir més per compensar el descens del valor. Tot i que algunes de les colònies continentals més noves establertes en gran part per protestants antiepiscopals es van posar al costat del Parlament durant la Guerra Civil anglesa, la Colònia de Virgínia, la Província de Maryland, la colònia de Terranova i altres colònies com les Bermudes van donar suport a la Corona reconeixent Carles II i el Parlament va prohibir el comerç amb les Barbados, Virgínia, Bermudes i Antego. Molts dels independents religiosos de les Bermudes, que s'havien posat al costat del Parlament, es van veure obligats a exiliar-se.
La ira de les Bermudes per les polítiques de la Somers Isles Company finalment els va portar les seves queixes a la Corona després de la Restauració, que a revocar la Carta Reial de la companyia i a assumir l'administració directa de les Bermudes el 1684, i e colons van abandonar l'agricultura, diversificant la seva indústria marítima per ocupar molts nínxols de comerç intercolonial entre Amèrica del Nord i les Índies Occidentals. La massa terrestre limitada de les Bermudes i l'elevada taxa de natalitat van dur a una emigració constant a les colònies continentals del sud, incloent la província de Carolina, que es va assentar des de les Bermudes el 1670, així com als assentaments de les Índies Occidentals, inclosos l'Illa de Providència el 1631, les Bahames el 1648 i l'ocupació estacional de les illes Turks des del 1681.

### Colònies Mitjanes
En 1609 els comerciants holandesos havien establert llocs de comerç de pells als rius Hudson, Delaware i Connecticut, creant finalment la colònia dels Nous Països Baixos, amb capital a Nova Amsterdam i que el 1657 es va expandir mitjançant la conquesta de la colònia de Nova Suècia, centrada a la vall de Delaware però malgrat l'èxit comercial no va aconseguir atreure el mateix nivell d'assentament que les colònies angleses i la rendició del Fort Amsterdam al Regne Unit el 1664 fou una de les raons de la Segona guerra Anglo-Holandesa. El 1664, el duc de York va rebre el control de les colònies angleses al nord del riu Delaware. Va crear la província de Nova York a partir de l'antic territori holandès i va rebatejar Nova Amsterdam com a Nova York. També va crear les províncies de West Jersey i East Jersey d'antigues terres holandeses situades a l'oest de la ciutat de Nova York, donant els territoris a John Berkeley i George Carteret. East Jersey i West Jersey s'unificarien més tard com a província de Nova Jersey el 1702.
Anglaterra va capturar Tórtola als holandesos el 1672 durant la tercera guerra Anglo-Holandesa, i el 1673 els neerlandesos tornaren a governar la província de Nova York fins al 1674, any en què se signà el Tractat de Westminster pel que els neerlandesos van guanyar el control de Surinam i a canvi, els anglesos van passar a controlar Nova Amsterdam, posant fi a la presència colonial holandesa a Amèrica del Nord, que va quedar dividida entre els imperis anglès, espanyol i francès. El 1680, a l'inici de la quarta guerra Anglo-Holandesa, Anglaterra va prendre possessió de les illes properes d'Anegada i Verge Grossa, que formarien les Illes Verges Britàniques.
Carles II d'Anglaterra i d'Escòcia va recompensar a William Penn, fill de l'almirall William Penn, amb la terra situada entre Maryland i les Jerseys. Penn va anomenar aquesta terra Província de Pennsilvània. Penn també va rebre un contracte d'arrendament a la Colònia de Delaware, que va guanyar la seva pròpia legislatura el 1701. Devot quàquer, Penn va intentar crear un refugi de tolerància religiosa al Nou Món. Pennsilvània va atreure quàquers i altres colons d'arreu d'Europa, i la ciutat de Filadèlfia va emergir ràpidament com una pròspera ciutat portuària. Amb la seva terra fèrtil i barata, Pennsilvània es va convertir en una de les destinacions més atractives per als immigrants a finals del segle XVII. Nova York, Pennsilvània, Nova Jersey i Delaware es van conèixer com les Colònies Mitjanes.

### Badia de Hudson
El 1670, Carles II d'Anglaterra i d'Escòcia va autoritzar per royal charter la Companyia de la Badia de Hudson, atorgant-li el monopoli del comerç de pells a la zona coneguda com a Terra de Rupert. Els forts i els llocs comercials establerts per la Companyia van ser sovint objecte d'atacs per part dels francesos.

### Pla Darién
El 1695, el Parlament d'Escòcia aprovar el Pla Darién i va concedir una carta a la Companyia d'Escòcia, que va establir un assentament el 1698 a l'istme de Panamà. Assetjada pels colons espanyols veïns de la Nova Granada, i afectada per la malària, la colònia va ser abandonada dos anys més tard. El pla Darién va ser un desastre financer per a Escòcia —una quarta part del capital escocès es va perdre en l'empresa— i va acabar amb les esperances escoceses d'establir el seu propi imperi a l'estranger. L'episodi també va tenir conseqüències polítiques importants, persuadir els governs tant d'Anglaterra com d'Escòcia dels mèrits d'una unió de països, en lloc de només corones. Això va ocórrer el 1707 amb el Tractat d'Unió, que va establir el Regne de la Gran Bretanya durant el regnat d'Anna I de la Gran Bretanya.

## Expansió i conflictes
A principis de la dècada del 1680, el rei Carles II d'Anglaterra va prendre mesures per a reorganitzar les colònies de Nova Anglaterra. La Carta de la Colònia de la badia de Massachusetts va ser revocada en 1684 després que els seus líders puritans es negaren a posar en pràctica les demandes de reforma. De fet, Carles II volia racionalitzar l'administració de les petites colònies i col·locar-les més directament sota el control del poder reial. Va morir el 1685 i el seu successor, el catòlic Jaume II, va continuar el procés que va conduir a la creació del Domini de Nova Anglaterra. En 1686, l'exgovernador de la província de Nova York, Edmund Andros, va ser nomenat governador del Domini. Aquest, estava compost pels territoris de les colònies de la Badia de Massachusetts, de Connecticut, de Nou Hampshire i de Rhode Island. En 1688, la jurisdicció es va ampliar per a incloure a Nova York i Nova Jersey. Jaume va ser deposat en 1688 per la nova monarquia conjunta de Guillem i Maria a la Revolució Gloriosa, però aquests restablir ràpidament moltes de les polítiques colonials de Jaume, incloses les Actes de Navegació mercantilista i la Junta de Comerç. La província de Nova York i la colònia de la badia de Massachusetts es van reorganitzar com a colònies reials, amb un governador nomenat pel rei, i la colònia de la badia de Massachusetts, la colònia de Plymouth i la província de Maine es van incorporar a la Província de la Badia de Massachusetts. La Província de Maryland, que havia experimentat una revolució contra la família Calvert, també es va convertir en una colònia reial, encara que els Calvert van conservar gran part de les seves terres i ingressos a la colònia. Fins i tot aquelles colònies que conservaven les seves cartes o propietaris es van veure obligades a consentir un control reial molt més gran que el que havia existit abans de la dècada de 1690.
Entre la immigració, la importació d'esclaus i el creixement natural de la població, la població colonial a l'Amèrica del Nord britànica va créixer enormement al segle xviii calculant-se la població de les Tretze Colònies en 1,5 milions el 1750, dels quals més del noranta per cent vivien com a agricultors, encara que ciutats com Filadèlfia, Nova York i Boston van florir. Amb la derrota dels holandesos i la imposició de les Actes de Navegació, les colònies britàniques a Amèrica del Nord van passar a formar part de la xarxa comercial britànica global. al sud i material naval i pells d'animals al nord. Els colons van comerciar aliments, fusta, tabac i diversos altres recursos per te asiàtic o cafè i sucre de les Índies Occidentals entre altres articles. Els nadius americans lluny de la costa atlàntica proveïen el mercat de l'Atlàntic amb pells de castor i pells de cérvol, i van intentar preservar la seva independència mantenint un equilibri de poder entre francesos i anglesos. El 1770, la producció econòmica de les Tretze Colònies representava el quaranta per cent del producte interior brut de l'Imperi Britànic.
Fins al 1660, gairebé tots els immigrants a les colònies angleses d'Amèrica del Nord ho havien fet lliurement, encara que la majoria pagaven el seu passatge convertint-se en servents no abonats. La millora de les condicions econòmiques i l'alleujament de la persecució religiosa a Europa van fer que cada cop fos més difícil reclutar mà d'obra a les colònies als segles XVII i XVIII, i en part a causa d'aquesta escassetat de mà d'obra gratuïta, la població d'esclaus a l'Amèrica del Nord britànica va créixer espectacularment entre 1680 i 1750, impulsada per una barreja d'immigració forçada i creixement natural de la població d'esclaus. A les Colònies del Sud, que depenien més de la mà d'obra esclava, els esclaus donaven suport a vastes economies de plantació dominades per elits cada cop més riques. El 1775, els esclaus constituïen una cinquena part de la població de les Tretze Colònies, però menys del deu per cent de la població de les Colònies Mitjanes i les Colònies de Nova Anglaterra. Encara que una proporció més petita de la població anglesa va emigrar a l'Amèrica del Nord britànica després de 1700, les colònies van atreure nous immigrants d'altres països europeus, entre ells catòlics d'Irlanda i alemanys protestants. A mesura que avançava el segle xviii, els colons van començar a establir-se lluny de la costa atlàntica. Pennsilvània, Virgínia, Connecticut i Maryland reclamaven la terra a la vall del riu Ohio, i les colònies es van dedicar a una lluita per expandir-se cap a l'oest.
Després de la revocació el 1684 de la Carta Reial de la Somers Isles Company, els mariners de les Bermudes van establir una xarxa comercial intercolonial amb Charleston a Carolina del Sud, que s'havia fundat des de les Bermudes el 1670 formant un centre continental per al seu comerç (les Bermudes només produïen vaixells i mariners).

### Segona Guerra dels Cent Anys
Les colònies franceses i britàniques a Amèrica creixien contínuament, el que provocava problemes pel control dels diferents territoris. La Revolució Gloriosa i la successió de Guillem III d'Orange-Nassau en 1689 com a rei de la Gran Bretanya i Irlanda, que com a Stadhouder de les Províncies Unides s'havia resistit durant molt de temps a l'hegemonia francesa, van fer que Anglaterra i les seves colònies entressin en conflicte amb l'imperi francès de Lluís XIV de França envaint infructuosament les colònies americanes. Sota el lideratge de Samuel de Champlain, els francesos havien establert la ciutat de Quebec al riu Sant Llorenç el 1608, i es va convertir en el centre de la colònia francesa del Canadà. França i Anglaterra es van involucrar en una guerra per poders mitjançant aliats nadius americans durant i després de la Guerra dels Nou Anys, mentre els poderosos iroquesos van declarar la seva neutralitat. La guerra entre França i Anglaterra va continuar a la Guerra de la Reina Anna, el component nord-americà de la Guerra de Successió espanyola, i en el Tractat d'Utrecht de 1713, que va posar fi a la Guerra de Successió Espanyola, els britànics van guanyar la possessió dels territoris francesos de Terranova i Acàdia, l'últim dels quals va ser rebatejat com a Nova Escòcia. A la dècada del 1730, James Oglethorpe va proposar que l'àrea al sud de les Carolines fos colonitzada per proporcionar un amortidor contra la Florida espanyola, i va formar part d'un grup de síndics als quals se'ls va concedir la propietat temporal de la província de Geòrgia. Oglethorpe i els seus compatriotes esperaven establir una colònia utòpica que prohibís l'esclavitud, però el 1750 la colònia romania poc poblada i Geòrgia es va convertir en una colònia de la corona el 1752.
Les tres guerres van seguir el mateix esquema, van començar a Europa i es van estendre per Amèrica, i una vegada que la guerra arribava a Amèrica eren els colons els que hi participaven. Conforme les guerres es succeïen l'avantatge militar va ser decantant-se per li costat anglès. Això es va deure en gran part a que la població anglesa a Amèrica era molt superior a la francesa i, per tant, tenia major capacitat productiva.

### Guerra dels Set Anys

Possessions colonials a Amèrica del Nord en 1750.

La Guerra franco-índia és la part de la Guerra dels Set Anys desenvolupada en l'Amèrica del Nord entre 1754 i 1763 que va enfrontar la Gran Bretanya, França i diferents tribus d'amerindis com a resultat de les tensions entre britànics i francesos degudes principalment a les pretensions expansionistes de les colònies d'ambdós països. El primer atac britànic es va produir el maig de 1754, però el primer enfrontament que va anar més enllà d'una petita escaramussa es va produir dos mesos després, al juliol, a Fort Necessity. Fins a l'any 1758, tot i algunes derrotes, els francesos dominaven el conflicte però l'estiu i la tardor de 1758 els anglesos van aconseguir donar un cop dur als colons francesos amb la presa de Louisbourg, La pèrdua de Louisbourg i Frontenac va fer que els francesos perdessin els seus queviures i provisions per a la campanya de la vall del riu Ohio i l'abandonament de molts dels seus aliats nadius obligant als francesos a adoptar una postura defensiva centrada al voltant de Quebec i Mont-real, i la Confederació Iroquesa va tornar a entrar en la guerra en el bàndol britànic a finals de 1758. La ciutat de Quebec es va rendir en 1759 després de la batalla de les Planes d'Abraham i des d'aquest moment pràcticament només es van dedicar a acabar d'expulsar els petits grups de francesos que quedaven al Canadà. Sis mesos després de perdre Quebec, tot i la importantíssima victòria francesa a la batalla de Sainte-Foy no va poder recuperar Quebec doncs els reforços no van arribar per la superioritat naval britànica després de la batalla de Pointe-aux-Trembles i la batalla de Restigouche. Lévis va optar per retirar-se i tornar a Mont-real. Després que els últims reductes de la milícia canadenca fossin derrotats a la batalla de les Mil Illes, el 8 de setembre, Montreal va ser rendida pel governador de Nova França, el marquès de Vaudreuil, per evitar més vessament de sang. Amb totes les forces franceses expulsades de Nova França, la guerra franco-índia es donava per acabada. En veure la derrota francesa i índia, el 1760, les Sis Nacions de la confederació Iroquesa va renunciar a continuar la guerra i van negociar el tractat de Kahnawake amb els britànics, pel què podrien desplaçar-se sense restriccions entre Canadà i Nova York, ja que les nacions tenien un extens comerç entre Mont-real i Albany, així com poblacions que vivien per tota la zona. La pau es va pactar en el Tractat de París el 10 de febrer de 1763, i va suposar la pèrdua de totes les possessions continentals franceses, ja que també va haver de cedir Louisiana a Espanya en compensació per la pèrdua de Les Florides a mans dels britànics. Les victòries angleses a Amèrica del Nord van portar a perdre les seves colònies. Un cop lliurats de l'amenaça francesa, les Colònies Americanes no van veure la necessitat de romandre sota el jou anglès, el que va contribuir a la Guerra d'Independència dels Estats Units.

## Guerra de la Independència dels Estats Units

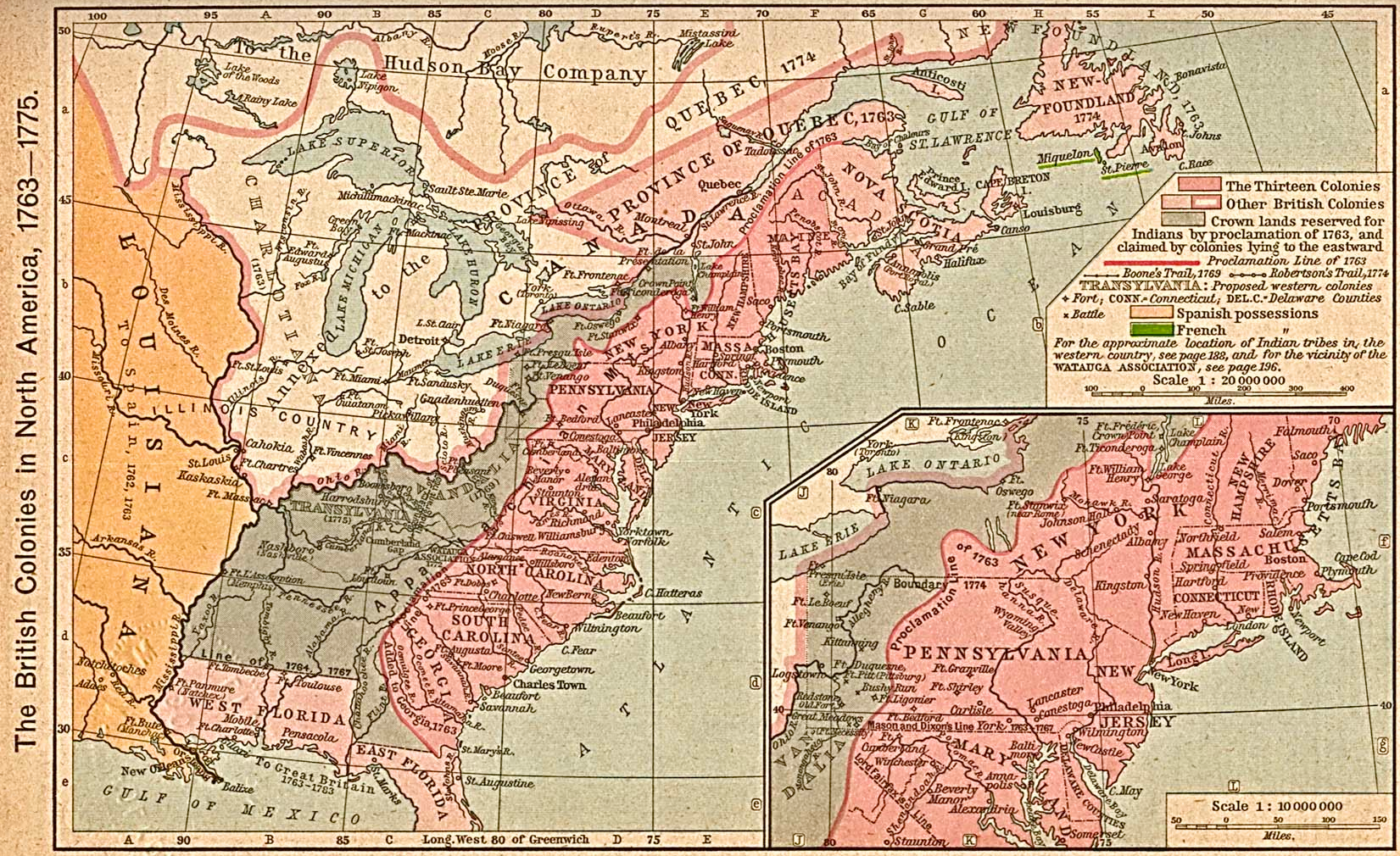
Colònies britàniques a Amèrica del Nord. 1763-1776.

L'oposició als impostos va augmentar considerablement entre 1766 i 1775 i els dissidents van organitzar una xarxa de propaganda i resistència basada principalment en els clubs clandestins dels "Fills per la Llibertat". Boston era el centre de l'activitat revolucionària i el 1774 es va dissoldre per llei el govern local, i la resistència popular a aquestes mesures va obligar els funcionaris reials nomenats a Massachusetts, a dimitir o a buscar refugi a Boston. El tinent general Thomas Gage, comandant en cap britànic d'Amèrica del Nord, va rebre el gener de 1775 ordres des de Londres de prendre mesures decisives per apaivagar la revolta. Després d'una sèrie de disputes amb el parlament sobre els impostos proposats, es van formar els primers comitès informals de correspondència entre les colònies, així com una proposta coordinada de protesta i resistència, cridant a tots a una convenció general a Filadèlfia, que seria anomenada el Primer Congrés Continental, al que vanvan assistir dotze colònies, però no pas la Florida espanyola ni la petita Província de Geòrgia, ni les colònies lleials de Terranova i Labrador, Nova Escòcia o la recentment annexada Quebec. El primer Congrés Continental va concloure que un segon congrés havia de ser organitzat si no s'assolia un acord de reconciliació amb Anglaterra.
El maig de 1775, després de les batalles de Lexington i Concord de l'abril entre les forces militars de la província de la Badia de Massachusetts i l'Exèrcit Regular Britànic, es va reunir per primera vegada el Segon Congrés Continental, amb les tretze colònies representades, i immediatament es va organitzar com a govern federal i va instruir les colònies a escriure constitucions per establir-se com a estats. El juny, 1775, George Washington, un ciutadà prominent de Virgínia i amb experiència en la Guerra dels Set Anys, va ser designat com a comandant del nou Exèrcit Continental. No obstant això, a cada estat, hi havia una minoria que professava la seva lleialtat al Rei d'Anglaterra. El 4 de juliol, 1776, el Segon Congrés Continental, reunit a la ciutat de Filadèlfia va signar la Declaració d'Independència dels Estats Units d'Amèrica, l'autor principal de la qual seria Thomas Jefferson. Poc després. Milers de lleialistes van fugir a les colònies britàniques del nord, que encara eren controlades per Anglaterra.
Els francesos van formar una aliança militar amb els Estats Units el 1778 després de la derrota britànica a la batalla de Saratoga, convertint la guerra d'independència en una guerra mundial, i Espanya es va unir a França per recuperar Gibraltar de mans de la Gran Bretanya. Una operació franco-americana va atrapar un exèrcit d'invasió britànic a Yorktown, Virgínia i va haver de a rendir-se l'octubre de 1781. La rendició va sorprendre a Gran Bretanya, on mentre rei volia seguir lluitant però va perdre el control del Parlament i van començar les negociacions de pau. En el Tractat de París de 1783, Gran Bretanya va cedir tot el seu territori nord-americà al sud dels Grans Llacs, excepte les dues colònies de Florida, que van ser cedides a Espanya.

## Segon Imperi britànic
La pèrdua d'una gran part de l'Amèrica britànica va definir la transició entre el primer i el segon imperis, en què Gran Bretanya va desviar la seva atenció d'Amèrica cap a Àsia, el Pacífic i, més tard, Àfrica. Influenciada per les idees d'Adam Smith, Gran Bretanya va començar a prioritzar l'expansió del comerç en comptes de les possessions territorials que suposava el mercantilisme que havia caracteritzat el primer període d'expansió colonial, però va cedir pas al laissez-faire econòmic, el liberalisme d'Adam Smith i els seus successors. Durant el segle XIX, alguns observadors van descriure que Gran Bretanya tenia un imperi "no oficial" basat en l'exportació de béns i inversions financeres arreu del món, incloses les repúbliques recentment independenditzades d'Amèrica Llatina. Tot i que aquest imperi no oficial no requeria control polític britànic directe, sovint implicava l'ús de la diplomàcia de les canoneres i la intervenció militar per protegir les inversions britàniques i assegurar el lliure flux comercial. Tot i això va continuar colonitzant parts d'Amèrica al segle XIX prenent el control de la Colúmbia Britànica i establint les colònies de les Illes Malvines i Hondures Britànica.
Entre 1793 i 1815, Gran Bretanya va estar gairebé constantment en guerra, primer a les guerres de la Revolució Francesa i després a les guerres Napoleòniques, prenent el control de moltes colònies del Carib franceses, espanyoles i holandeses. Els Estats Units van aprofitar la seva neutralitat en la Sisena Coalició per alleugerir l'embargament britànic als ports controlats per França, i Gran Bretanya va intentar tallar aquest comerç, provocant un augment de la tensió durant les guerres napoleòniques, ja que la Royal Navy necessitava desesperadament mariners entrenats i perdia constantment desertors que buscaven feina millor pagada a bord dels vaixells mercants nord-americans amb una disciplina menys draconiana. Els Estats Units, al mateix temps, cobejaven l'adquisició del Canadà, que Gran Bretanya no es podia permetre el luxe de perdre, ja que les seves flotes navals i mercants s'havien construït en gran part amb fusta americana abans de la independència dels Estats Units, i amb fusta canadenca després. Aprofitant que la Gran Bretanya estava concentrada en la seva guerra amb França, els Estats Units van envair el Canadà, però l'exèrcit britànic va poder defensar-se amb forces regulars mínimes, recolzades per milícies i aliats nadius, mentre la Royal Navy bloquejava la costa atlàntica dels Estats Units des de les Bermudes, estrangulant el seu comerç mercantil, i duent a terme incursions amfíbies, inclosa la campanya de Chesapeake amb la seva Crema de Washington. Com que els Estats Units no van aconseguir cap guany abans que la derrota de Napoleó el 1814 contra la Sisena Coalició alliberés les forces britàniques d'Europa, i com que Gran Bretanya no tenia cap objectiu més que defensar el seu territori continental restant, la guerra va acabar amb els límits anteriors a la guerra reafirmats pel Tractat de Gant de 1814, assegurant que el futur del Canadà estaria separat del dels Estats Units.
Gran Bretanya aconseguir el control de diverses colònies, incloses Trinitat i Tobago, la Guaiana Britànica i Saint Lucia després de la derrota de França el 1815 a les guerres napoleòniques, així com altres territoris fora de l'hemisferi occidental. El Tractat de 1818 amb els Estats Units va establir una gran part de la frontera entre els Estats Units i el Canadà al paral·lel 49 i també va establir una ocupació conjunta nord-americana i britànica del país d'Oregon. En el Tractat d'Oregon de 1846, els Estats Units i la Gran Bretanya van acordar dividir el país d'Oregon al llarg del paral·lel 49 nord amb l'excepció de l'illa de Vancouver, que va ser assignada completament a Gran Bretanya.
Després de combatre als segles XVIII i XIX tant a Europa com a Amèrica, britànics i francesos van aconseguir una pau duradora després de 1815. Gran Bretanya només lluitaria en la guerra de Crimea contra una potència europea durant la resta del segle XIX, i no va comportar canvis territorials a les Amèriques. No obstant això, l'Imperi Britànic va continuar participant en guerres com la Primera Guerra de l'Opi contra la Xina; també va reprimir rebel·lions com la rebel·lió índia de 1857, les rebel·lions canadenques de 1837 i 1838, i la Rebel·lió de Morant Bay a Jamaica en 1865. Un fort moviment abolicionista havia sorgit al Regne Unit a finals del segle xviii, i Gran Bretanya va abolir el tràfic d'esclaus el 1807. A mitjans del segle XIX, les economies de les colònies del Carib britànic patirien com a conseqüència de la llei d'abolició de l'esclavitud de 1833, que va abolir l'esclavitud a tot l'Imperi Britànic, i la Sugar Duties Act de 1846, que va acabar amb els aranzels preferencials per a les importacions de sucre procedents del Carib. Per substituir la mà d'obra dels antics esclaus, les plantacions britàniques a Trinitat i altres parts del Carib van començar a contractar servidors contractats de l'Índia i la Xina.

### Establiment del domini del Canadà
Malgrat la seva derrota a la Guerra de la Independència dels Estats Units i el canvi cap a una nova forma d'imperialisme durant el segle xix, l'Imperi Britànic va conservar nombroses colònies a les Amèriques després de 1783. Durant i després de la Guerra d'Independència, entre 40.000 i 100.000 loyalist derrotats van emigrar dels Estats Units al Canadà. Els 14.000 loyalist que van anar a les valls dels rius Saint John i Saint Croix, llavors part de Nova Escòcia, es van sentir massa allunyats del govern provincial a Halifax i Londres va separar Nova Brunswick com una colònia separada el 1784, i per l'Acta Constitucional de 1791 va crear les províncies de l'Alt Canadà (principalment de parla anglesa) i el Baix Canadà (principalment de parla francesa) per calmar les tensions entre les comunitats francesa i britànica, i va implementar sistemes governamentals similars als emprats a Gran Bretanya, amb la intenció d'afirmar l'autoritat imperial i no permetre el tipus de control popular del govern que es considerava que havia conduït a la revolució americana.
Els britànics van ampliar els seus interessos mercantils al Pacífic Nord, enfrontant-se amb Espanya a la crisi de Nutka el 1789 i mobilitzant-se per a una guerra en la que Espanya comptava amb el suport de França, però quan aquest no es va fer efectiu, va haver de fer marxa enrere cedint als termes britànics en les Convencions de Nutka, una humiliació per a Espanya i un triomf per a la Gran Bretanya, ja que pràcticament va renunciar a la sobirania de la costa del Pacífic Nord obrint el camí a l'expansió britànica en aquella zona. Els britànics van fer diverses expedicions, la primera, una expedició naval dirigida per George Vancouver que va explorar les cales al nord-oest del Pacífic, particularment al voltant de l'illa de Vancouver. A terra, la Companyia del Nord-oest van fer expedicions amb l'esperança de descobrir una ruta fluvial practicable cap al Pacífic per a l'extensió del comerç de pells nord-americà, la primera dirigida per Alexander Mackenzie el 1792, convertint-se en el primer europeu a arribar al Pacífic per terra al nord del Rio Grande, arribant a l'oceà prop de l'actual Bella Coola precedint dotze anys l'expedició de Lewis i Clark. Poc després, el company de Mackenzie, John Finlay, va fundar Fort St. John, el primer assentament europeu permanent a la Colúmbia Britànica. David Thompson el 1797, i més tard per Simon Fraser van fer més exploracions per a la Companyia del Nord-oest. Altres expedicions van tenir lloc a principis de 1800 als territoris salvatges de les Muntanyes Rocalloses i l'altiplà Interior i fins a l'estret de Geòrgia a la costa del Pacífic, expandint l'Amèrica del Nord britànica cap a l'oest.
En resposta a les rebel·lions de 1837–1838, Gran Bretanya va aprovar l'Acta d'Unió de 1840, que unia l'Alt Canadà i el Baix Canadà en la Província Unida del Canadà. El govern responsable es va concedir per primera vegada a Nova Escòcia el 1848, i aviat es va estendre a les altres colònies britàniques nord-americanes. Amb l'aprovació pel Parlament britànic de la Llei de l'Amèrica del Nord britànica en 1867, la Província Unida del Canadà (que es va dividir en les províncies d'Ontario i Quebec), Nova Brunswick i Nova Escòcia van formar el Domini del Canadà. El Canadà prengué el control de la Terra de Rupert i el Territoris del Nord-oest, on les queixes dels mestissos canadencs iniciaren la Rebel·lió del riu Red i crearen la província de Manitoba el juliol de 1870. La Colúmbia Britànica i l'illa de Vancouver (que s'havien unificat el 1866) i la colònia de l'illa del Príncep Eduard s'uniren a la confederació el 1871 i el 1873 respectivament. Com altres dominis britànics com Austràlia, Nova Zelanda i Sud-àfrica, Canadà gaudien d'autonomia sobre els seus afers interns, però reconeixien el monarca britànic com a cap d'estat i col·laborà estretament amb Gran Bretanya en qüestions de defensa.

### Bermudes
La independència dels Estats Units, que va tancar dels seus ports al comerç britànic, i la pau creixent a la regió, va reduir el risc per a la navegació, donant com a resultat vaixells mercants més petits com els que construïen els constructors de vaixells de les Bermudes, perdent el favor dels clípers més grans, i l'arribada dels cascs metàl·lics i les màquines de vapor, van escanyar lentament l'economia marítima de les Bermudes, mentre que la seva nova importància com a base de la Royal Navy i l'exèrcit britànic des de la qual es podia controlar l'estació d'Amèrica del Nord i les Índies Occidentals va suposar un interès creixent del govern britànic en el seu govern.
Les Bermudes es van agrupar amb l'Amèrica del Nord britànica, especialment Nova Escòcia i Terranova (els seus veïns britànics més propers), després de la independència dels Estats Units. Quan la guerra amb França va seguir la Revolució Francesa, es va establir un Royal Naval Dockyard a les Bermudes el 1795, que s'havia d'alternar amb el Royal Naval Dockyard de Halifax (Bermudes durant els estius i Halifax durant els hiverns) com a seu de la Royal Navy i base principal per a l'estació del riu Sant Llorenç i la Costa d'Amèrica abans de convertir-se en la seu i la base principal durant tot l'any a partir de 1818 aproximadament.
La guarnició de l'exèrcit regular britànic, establerta el 1701 però retirada el 1784, es va restablir el 1794 i va créixer durant el segle XIX fins a ser una de les més grans en relació amb la mida de les Bermudes. Durant la Guerra anglo-americana de 1812-1815, el bloqueig dels ports de la costa atlàntica dels Estats Units i la campanya de Chesapeake amb la Crema de Washington es van dirigir des de les Bermudes, i preparatius per a operacions similars es van dur a terme a les Bermudes quan l'Afer Trent gairebé va portar Gran Bretanya a guerra amb els Estats Units durant la Guerra Civil dels Estats Units, en la que les Bermudes havien estat el principal punt de transbordament d'armes britàniques i europees introduïdes de contraban als ports confederats, especialment Charleston, Carolina del Sud, des d'on s'exportava el cotó de contraban, i van tenir un paper important com a base naval, punt de formació de combois transatlàntics, com a punt de connexió cable telegràfic submarí de les Índies Occidentals britàniques, com a estació sense fils i des de la dècada de 1930 com a lloc per a bases aèries utilitzades com a punt d'escapada per a vols transatlàntics i per operar patrulles aèries antisubmarines en la primera i segona Guerra Mundial, quan les bases de la Royal Navy, l'exèrcit Britànic i la Royal Air Force ja existents es van unir per una base de la Royal Canadian Navy i les bases navals i aèries dels Estats Units. Va continuar sent una base aèria i naval vital durant la Guerra Freda, amb bases americanes i canadenques existents al costat de les britàniques des de la Segona Guerra Mundial fins al 1995.

### Hondures Britànica

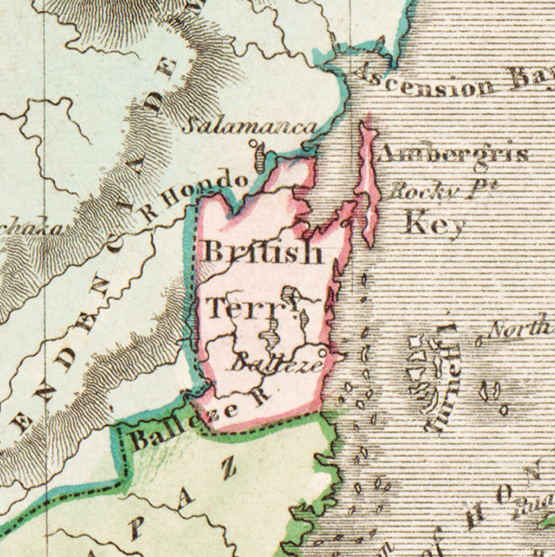
Frontera entre Mèxic, Guatemala i Hondures Britànica en 1831

A principis del segle xvii, els mariners anglesos havien començat a tallar fusta a parts de la costa d'Amèrica Central sobre les quals els espanyols exercien poc control, i a principis del segle XVIII s'havia establert un petit assentament britànic al riu Belize, tot i que els espanyols es van negar a reconèixer el control britànic sobre la regió i sovint van desallotjar els colons britànics. En el tractat de París de 1783 i la convenció de Londres de 1786, Espanya va donar a Gran Bretanya el dret de tallar fusta de caoba i altres arbres a la zona entre el riu Hondo i el riu Belize, però Espanya va conservar la sobirania sobre aquesta zona. En 1850, durant la guerra de Castes, Guatemala i la Gran Bretanya van signar el tractat Wyke-Aycinena per definir les seves fronteres, i després del tractat Clayton-Bulwer de 1850 amb els Estats Units, Gran Bretanya va acceptar evacuar els seus colons de les Illes de la Badia i Mosquitia, però va mantenir el control de l'assentament al riu Belize. El 1862, Gran Bretanya va establir la colònia de la corona d'Hondures Britànica en aquest lloc.

### Illes Malvines
Els britànics van establir per primera vegada una presència a les Illes Malvines el 1765, però es van veure obligats a retirar-se el 1774 per raons econòmiques relacionades amb la Guerra de la Independència dels Estats Units. Les illes van continuar sent utilitzades per caçadors de foques i baleners britànics, tot i que l'assentament de Port Egmont va ser destruït pels espanyols el 1780. L'Argentina va intentar establir una colònia a les ruïnes de l'antic assentament espanyol de Puerto Soledad, que va acabar retornant a mans britàniques el 1833. Els britànics van governar la deshabitada Illa de Geòrgia del Sud, que havia estat reclamada pel capità James Cook el 1775, com a dependència de les illes Malvines.

## Descolonització i territoris d'ultramar
Després de l'aprovació de l'l'Estatut de Westminster de 1931, Canadà i altres dominis eren totalment independents del control legislatiu britànic; podien anul·lar les lleis britàniques i la Gran Bretanya ja no podia aprovar lleis per a ells sense el seu consentiment. El Canadà va mantenir diversos vincles amb Gran Bretanya i encara reconeix els monarques britànics com a caps d'estat.
Amb l'inici de la Guerra Freda a finals de la dècada del 1940, el govern britànic va començar a preparar plans per a la independència de les colònies de l'imperi a Àfrica, Àsia i Amèrica. Les autoritats britàniques van planificar inicialment un procés de tres dècades en què cada colònia desenvoluparia un parlament autònom i democràtic, però el malestar i els temors a la infiltració comunista a les colònies van animar els britànics a accelerar el pas cap a l'autogovern, i la majoria de les colònies britàniques restants a les Amèriques van obtenir la independència entre 1962 i 1983. En comparació amb altres imperis europeus, que van viure guerres d'independència com la guerra d'Algèria i la guerra colonial portuguesa, el procés de descolonització britànic de postguerra al Carib va ser relativament pacífic. Moltes de les antigues colònies britàniques formen part de la Commonwealth, una associació política formada principalment per antigues colònies de l'Imperi Britànic.
En un intent d'unir les seves colònies del Carib, Gran Bretanya va establir la Federació de les Índies Occidentals el 1958. La federació es va esfondrar arran de la pèrdua dels seus dos membres més grans, Jamaica i l'Illa de Trinitat, que van aconseguir la independència el 1962; Trinitat va formar una unió amb Tobago per convertir-se en l'estat de Trinitat i Tobago. Les illes del Carib oriental, així com les Bahames, van obtenir la independència les dècades de 1960, 1970 i 1980. Guyana va aconseguir la independència el 1966. L'última colònia de Gran Bretanya al continent americà, Hondures britànica, es va convertir en una colònia autònoma el 1964 i va passar a anomenar-se Belize el 1973, aconseguint la independència total el 1981 quedant sense resoldre una disputa amb Guatemala sobre les reclamacions de Belize.
Encara que molts dels territoris caribenyes de l'Imperi Britànic van obtenir la independència, Anguilla després de l'Operació Sheepskin i les illes Turks i Caicos van optar per tornar al domini britànic després que ja havien començat el camí cap a la independència. Les illes Verges Britàniques, les Bermudes, les illes Caiman, l'illa de Montserrat i les illes Malvines també romanen sota la jurisdicció de Gran Bretanya. El 1982, Gran Bretanya va derrotar l'Argentina a la Guerra de les Malvines, una guerra no declarada en la qual Argentina va intentar prendre el control de les Illes Malvines.
Abans de l'1 de gener de 1983, els territoris es coneixien oficialment com a Colònies de la Corona. moment en què van ser rebatejats com a Territoris dependents britànics. L'any 2002, el Parlament britànic va aprovar la Llei dels territoris britànics d'ultramar de 2002 que va introduir el nom actual de territoris britànics d'ultramar. Això va reclassificar els territoris dependents del Regne Unit com a territoris d'ultramar i, amb l'excepció d'aquelles persones connectades únicament amb les àrees de base sobirana a Xipre, va restaurar la plena ciutadania britànica als seus habitants.